# Holdséta

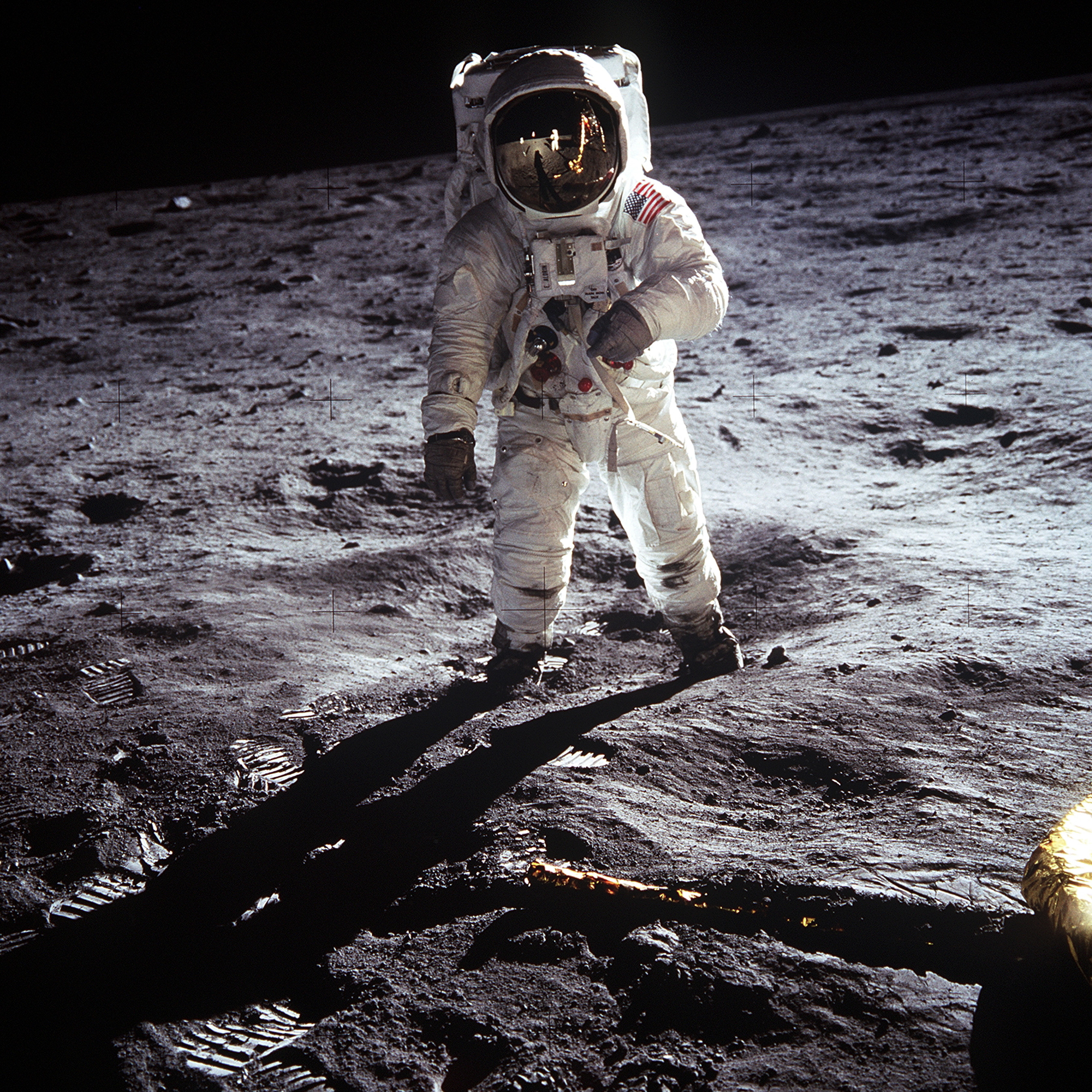
Buzz Aldrin, az Apollo–11 űrhajósa a Holdon, holdséta közben

A holdséta az űrhajón kívüli tevékenység (EVA - Extra Vehicular Activity), közkeletűbb néven az űrséta egy speciális válfaja, amelynek során az űrhajós(ok) az űrhajóból a Hold felszínére száll(nak) ki és ott kutatómunkát végez(nek).
Eddig kizárólag a NASA Apollo-programjának űrhajósai hajtottak végre holdsétát.

## Holdséták
| Küldetés  | Űrhajósok                              | Leszállóhely                            | Holdon eltöltött idő | Holdséták időtartama                      | Megtett távolság (km) | Gyűjtött kőzetminta (kg) |
| --------- | -------------------------------------- | --------------------------------------- | -------------------- | ----------------------------------------- | --------------------- | ------------------------ |
| Apollo–11 | Neil Armstrong, Buzz Aldrin            | Mare Tranquilitatis                     | 21 óra 36 perc       | 2 óra 31 perc                             | 1                     | 21                       |
| Apollo–12 | Charles "Pete" Conrad, Alan Bean       | Oceanus Procellarum                     | 31 óra 31 perc       | 3 óra 56 perc 3 óra 49 perc               | 1 1,3                 | 34,3                     |
| Apollo–14 | Alan Shepard, Ed Mitchell              | Fra Mauro fennsík                       | 33 óra 30 perc       | 4 óra 47 perc 4 óra 34 perc               | 1 3                   | 42,8                     |
| Apollo–15 | Dave Scott, Jim Irwin                  | Mare Imbrium – Hadley Appenninnek       | 66 óra 54 perc       | 6 óra 32 perc 7 óra 12 perc 4 óra 49 perc | 10,3 12,5 5,1         | 76,7                     |
| Apollo–16 | John Young, Charlie Duke               | Descartes kráter                        | 71 óra 02 perc       | 7 óra 11 perc 7 óra 23 perc 5 óra 40 perc | 4,2 11,1 11,4         | 94,3                     |
| Apollo–17 | Eugene Cernan, Harrison "Jack" Schmitt | Mare Serenitatis – Taurus-Littrow völgy | 74 óra 59 perc       | 7 óra 11 perc 7 óra 36 perc 7 óra 15 perc | 3,3 18,9 11,6         | 94,3                     |
| Összesen  | –                                      | –                                       | 299 óra 32 perc      | 80 óra 26 perc                            | 95,7                  | 379,5                    |

## Műveletek a holdsétákon

### Apollo-11
Egyetlenegy holdsétát hajtottak végre az első űrhajósok, amelynek során kutatóeszközöket – az EASEP nevű műszerkészletet – állítottak fel és nem hagyták el a holdkomp 50-60 méteres körzetét.

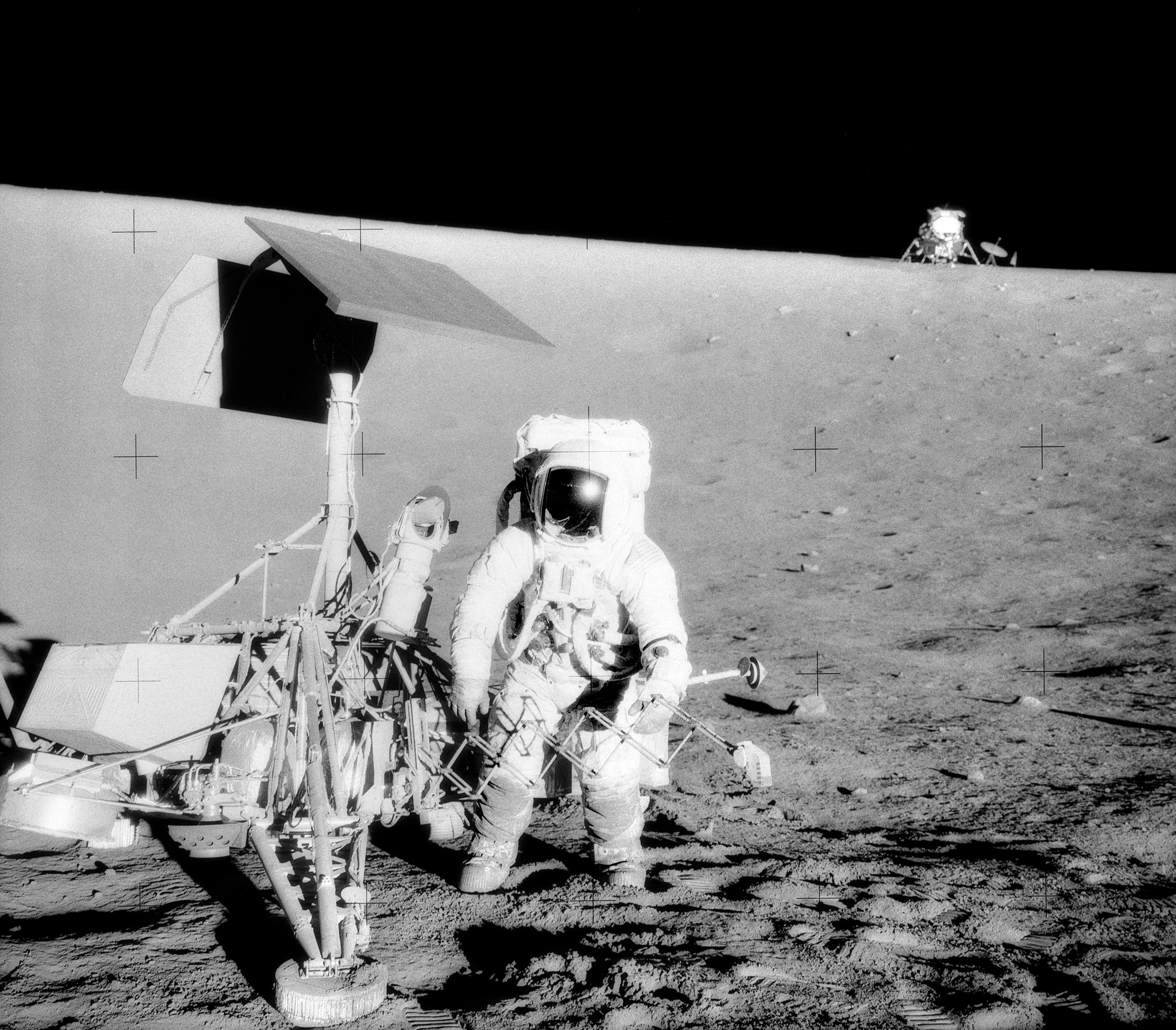
Pete Conrad az Apollo–12 parancsnoka a Surveyor–3 szonda mellett (a jobb felső sarokban az Intrepid holdkomp látható)

### Apollo–12
Két holdsétát hajtottak végre. Az első felállították az ALSEP nevű műszeregyüttest. A másodikon egy 1300 méteres kört megtéve meglátogatták a leszállóhely legérdekesebb krátereit, köztük azt, amelyben egy három évvel korábban a Holdra leszállt szonda, a Surveyor–3 pihent.

### Apollo–14
Két holdsétát hajtottak végre. Az elsőn az ALSEP kihelyezése történt meg. A második során a holdkomptól 1000 méterre levő Cone krátert kellett volna elérni, de ez nem sikerült.

### Apollo–15
A továbbfejlesztéseknek köszönhetően három holdsétára nyílt lehetőség, amelyet az új fejlesztésű holdjáróval tehettek meg az űrhajósok. Az első úton kipróbálták a holdjárót és a leszállóhely legnagyobb kráteréhez a St.Geoge kráterhez hajtottak. A második holdsétán a völgy bazaltos alja és az ősi holdanyagból álló hegyek találkozásához mentek a holdjáróval. A harmadik út pedig a leszállóhelyet átszelő hasadékvölgyhöz, a Hadley-árokhoz vezetett. Összesen 21 kilométert tettek meg az űrhajósok, és a hazahozott kőzetek között volt egy 4,5 milliárd éves darab (a Teremtés Köve).

### Apollo–16

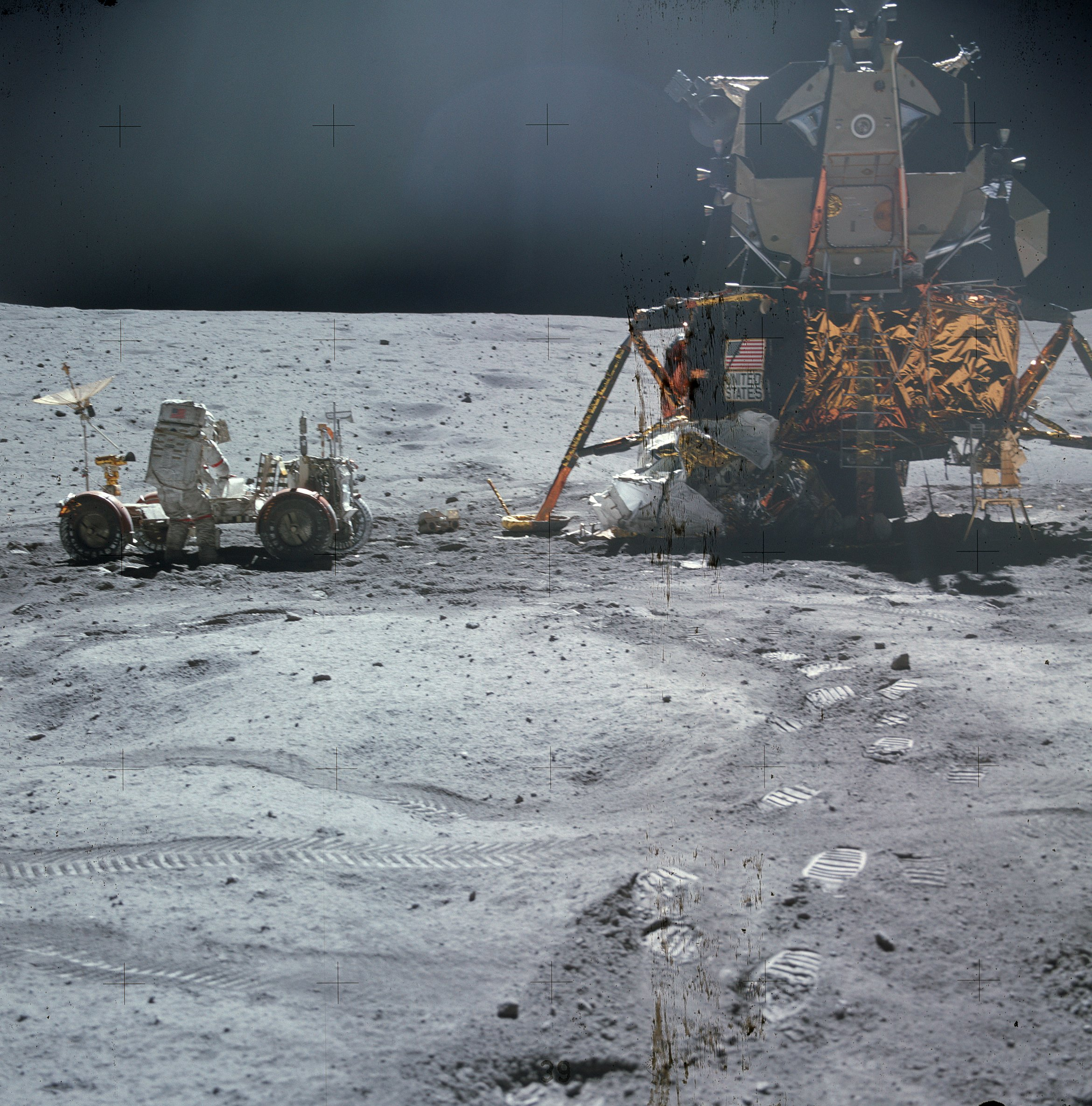
John Young a holdjáróval az Orion holdkomp mellett

Ez az expedíció is három holdsétát teljesített a hatalmas Descartes kráter melletti síkság kisebb kráterei között, és ez is vitt magával holdjárót. Az első holdsétán felállították az ALSEP műszereit, majd a mindössze 1,5 kilométerre levő Flag krátert látogatták meg, amely út inkább volt a holdjáró kipróbálása, mint komoly felfedezőút. Az expedíció második holdsétája a Kőhegységhez, a holdfelszín egy nagyobb becsapódás által felgyűrt kőzettömbjéhez vezetett, majd a közelben levő nagyobb – 300-400 méter átmérőjű – krátereket vizsgálták. Ezen a holdsétán véletlenül letört a holdjáró egyik sárvédője is. Az utolsó holdsétán a 200 méter mély Északi Sugár kráterhez hajtottak, 11 kilométerre a holdkomptól.
Mindhárom holdséta célja a Hold vulkanikus működésének felderítése, fiatal vulkanikus kőzetek megtalálása volt, ám ez teljes kudacot vallott.

### Apollo–17
A legutolsó holdexpedícó űrhajósai is három holdsétát tehettek a holdjáróval és egyikük nemcsak űrhajós, hanem tudós, geológus is volt. A leszállóhely egy nagyobb holdtenger szélén magasodó hegységbe nyúló kis völgy volt, ennek krátereit járták körül az űrhajósok.Az első holdsétán elhúzódott a munka a műszerek kihelyezésével, így csak a felállítási helyre – 185 méterre a holdkomptól – jutottak el az űrhajósok. A második holdsétán az egész Apollo-program legmesszebb levő kutatóhelyére hajtottak a holdjáróval, összesen 18 kilométernyi utat megtéve. Ezen felfedezőút során találták meg azt a kőzetet, amelyet a későbbi anyagvizsgálatok a legrégebbi keletkezésűnek mutattak, 4,58 milliárd évesnek. A harmadik holdsétán pedig több megállást teljesítettek a völgy oldalát alkotó hegyek tövében, amelyből a legkülönlegesebb egy hatalmas szikla volt, amely a hegyoldalon gördült le a völgy aljába.

## Érdekességek

### Összeesküvés-elmélet
Az amerikai bulvársajtó engedte útjára a máig élő legendát, miszerint az Apollo-program holdra szállásai az amerikai kormány gigantikus átverése részét képezték és az űrhajósok nem is jártak a Holdon. Ehelyett a több ezer holdfelszínen készült fotó egy hatalmas műteremben készült. Ennek az elméletnek számos tudományos cáfolata létezik.

### Holdséta-koktél
A Holdról hazatérő Apollo–11 legénységének készítette Joe Gilmore, híres angol bármixer. Ez volt az első alkoholos ital, amit a Földre érkező Neil Armstrong, Buzz Aldrin és Michael Collins ivott.
Összetevői:
- 2 cl friss grapefruitlé
- 2 cl Grand Marnier
- 2 csepp rózsavíz

Az egészet shakerben jól össze kell rázni, pezsgőspohárba tölteni és feltölteni pezsgővel.

### Tánc
A holdséta egy tánc is egyben, amelyben a táncos csúszkál a lábán, miközben egy helyben marad.

## Külső hivatkozások
- Dancsó Béla: Holdséta (Novella Kiadó, 2004.)